# La Banda
La Banda es una ciudad del norte argentino, en la provincia de Santiago del Estero.
Ubicada sobre la orilla izquierda del río Dulce, a 8 km de la capital provincial. Tres puentes conectan a ambas ciudades, que juntas forman un aglomerado urbano. Por eso se la domina también como el satélite urbano de la capital. Se la considera, con sus más de 100 000 habitantes, la segunda ciudad en importancia de la provincia y es cabecera del departamento Banda.
Por la ciudad pasan las vías del Ferrocarril General Mitre, con un servicio de larga distancia, semanal, a Buenos Aires y a San Miguel de Tucumán; La Banda es una de las estaciones con mayor tráfico del recorrido.

## Accesos a La Banda
- Acceso Oeste 1: «Puente Carretero».
- Acceso Oeste 2: «Puente Negro», Tren al Desarrollo.
- Acceso Oeste 3: «Puente Nuevo», por la «Autopista Santiago-La Banda».
- Acceso Oeste 4: «Puente Solís».
- Acceso Sur: RN 34, tránsito que va hacia el sur del país.
- Acceso Este: por la RP 5, desde los departamentos Figueroa y Alberdi.
- Acceso Noreste: por RP 11, de Clodomira, La Aurora, Las Delicias.
- Acceso Noroeste: por RP 8, de Los Quiroga, Los Acosta, Chaupi Pozo, Ardiles.
- Acceso Sudoeste: por RP 1, de La Bajada, Los Romanos, Los Pereyra, Brea Pozo.

## Historia
La Banda surgió durante el transcurso del siglo XIX, como un pequeño pueblo agrícola, que abastecía con sus productos a la vecina ciudad de Santiago del Estero. El 16 de septiembre de 1912, fue elevada a la categoría de ciudad.
Algunos hechos importantes acaecidos en la ciudad durante el siglo XX:
- 1941: Se crea el hospital Maternidad Dr. Faustino Herrera.[2]

## Deportes
En la ciudad de La Banda hay varias instituciones deportivas. La más resonante a nivel nacional es Ciclista Olímpico u Olímpico como se lo conoce, que disputa la Liga Nacional de Básquet, máxima división de dicho deporte. En fútbol destacan Sarmiento y Central Argentino que disputan y han disputado distintos torneos federales

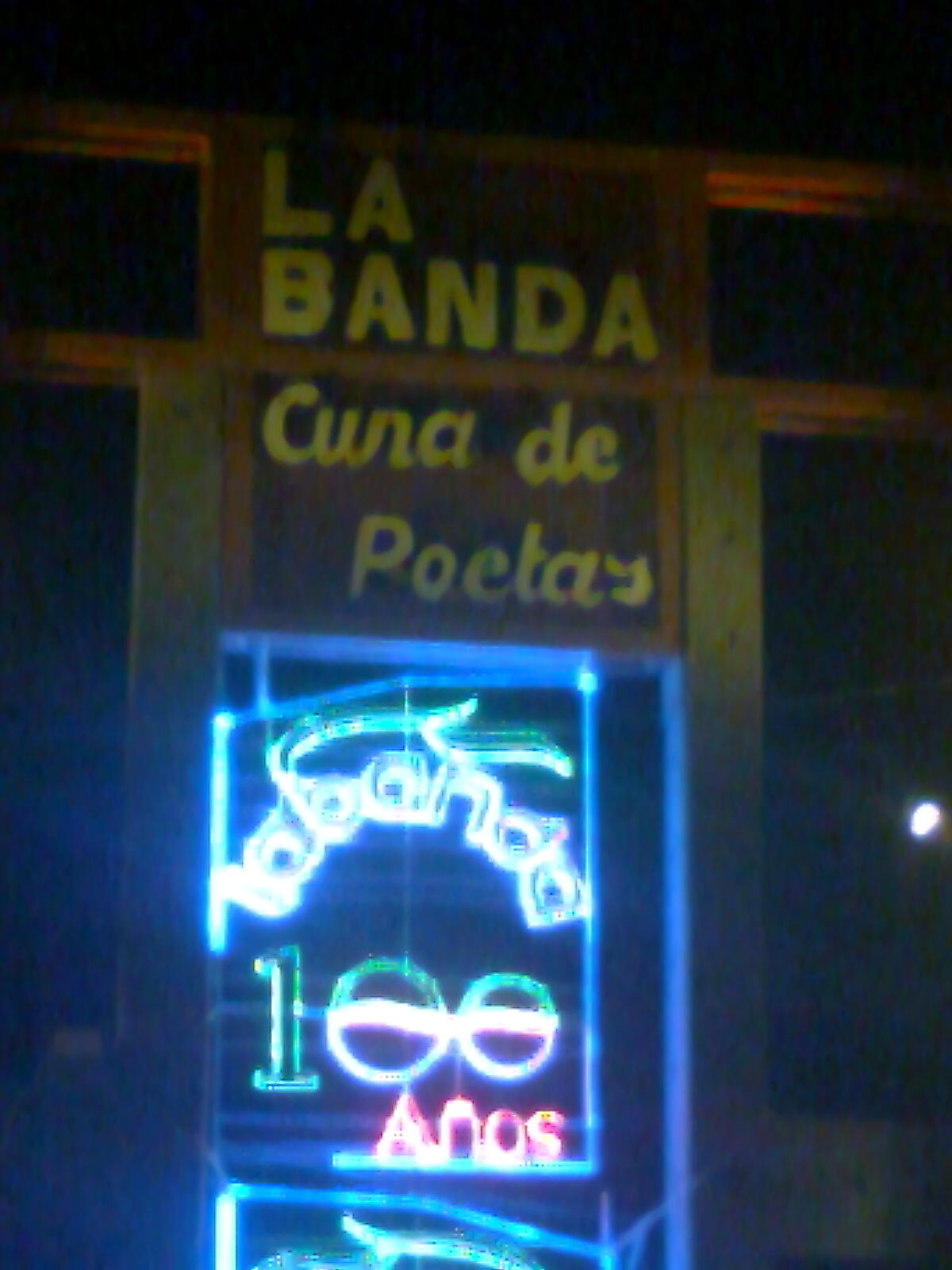